# Неперекладність
Неперекладність — це особливість терміна чи цілого вислову, коли при перекладі з мови оригіналу немає еквівалента в іншій мові.
Такі терміни неможна назвати повністю неперекладними. Головна складність їх перекладу залежить від їх походження, а також від компетентності перекладача.
Досить часто текст або висловлювання, які вважаються неперекладними, в дійсності є лакунами, тобто лексичними одиницями, які не мають схожого поняття у мові на яку перекладаються. Це означає, що для слова, виразу або фрази у вихідній мові не існує повного еквівалента в мові перекладу.
В цьому випадку для передачі сенсу перекладач може використати ряд перекладацьких трансформацій.

## Перекладацькі трансформації
Перекладацькі трансформації — це міжмовні перетворення з метою досягнення перекладацької еквівалентності. Це навмисні відступи від структурного та семантичного паралелізму між текстом оригіналу текстом переклад,які роблять текст зрорумілим серед аудиторії  для якої був зроблений перкеклад.
Трансформація — основа під час перекладу. Головна мета полягає в зміні формальних (лексичні або граматичні трансформації) або семантичних (семантичні трансформації) компонентів вихідного тексту при цьому зберігаючи інформацію, яка призначена для передачі.

## Типи перекладацьких трансформацій
Залежно від характеру змін в перекладі трансформації поділяються на:

### Семантико-синтаксичні
Суть цих трансформацій полягає в зміні синтаксичних функцій слів і словосполучень. Зміна синтаксичних функцій в процесі перекладу супроводжується перебудовою синтаксичної конструкції:
1- перетворення одного типу додаткової пропозиції в іншу;
2- додавання і вилучення слів.

### Лексичні
Це різного роду зміни лексичних елементів мови оригіналу під час перекладу з метою адекватної передачі їх семантичних, стилістичних і прагматичних характеристик із врахуванням норм мови перекладу.
Пряме запозичення, транскрипція, транслітерація, калькування.

### Граматичні
трансформації вимагають внесення додаткових слів або навпаки опущення будь-яких елементів.
Дослівний переклад, членування речення, граматичні заміни, синтаксичне калькування.

### Лексико-семантичні
Сутність цих трансформацій виражається у заміні окремих лексичних одиниць вихідної мови лексичними одиницями мови перекладу, які не є словниковими еквівалентами. Тобто,ті які мають нове значення, відмінне від значення лексичної одиниці вихідної мови.
Диференціація,конкретизація,генералізація (узагальнення),змістовний розвиток,цілісне перетворення,еквівалентна заміна.

### Лексико-граматичні
Трансформації, які включають внесення додаткових слів або навпаки опущення будь-яких елементів.
Антонімічний та синонімічний переклад,компенсація,описовий переклад.

### Стилістичні
Під цими трансформаціями розуміють, такі способи перекладу, за допомогою яких перекладач змішує стилістичні акценти, нейтралізуючи або навпаки актуалізуючи конотативні відтінки значення. Або адаптує мову перекладу до стилістичних норм.
Логізація,модуляція,логічна еквівалентність.